# Zenicomus photuroides
Zenicomus photuroides är en skalbaggsart som beskrevs av Thomson 1868. Zenicomus photuroides ingår i släktet Zenicomus och familjen långhorningar.
Artens utbredningsområde är Paraguay. Inga underarter finns listade i Catalogue of Life.